# Вагнер, Адольф (гауляйтер)
Адольф Вагнер (нем. Adolf Wagner; 1 октября 1890, Альгранж (Лотарингия) — 12 апреля 1944, Бад-Райхенхалль) — гауляйтер, обергруппенфюрер СА  и СС (1937).

## Биография
Родился в семье горняка. Получил среднее образование в реальных училищах в Меце и Пфорцхайме, в 1909—1910 годах находился на добровольной военной службе в 143-м пехотном полку в Страсбурге. Изучал естественные науки и математику в Страсбургском университете (1910—1911), затем горное дело в Рейнско-вестфальской высшей технической школе в Ахене и Вюрцбургском университете (1911—1914), горный инженер. Во время Первой мировой войны командовал ротой и был офицером для поручений при штабе 135-го пехотного полка. Был тяжело ранен (у него была ампутирована голень), награждён Железным крестом 1-го и 2-го класса и Рыцарским крестом Дома Гогенцоллернов с короной и мечами. В 1919—1929 годах — директор и генеральный уполномоченный горнодобывающей компании Vereinigten Erbendorfer Gewerkschaft für Steinkohlen und Erzbergbau в Баварии, управляющий компанией Pinzgauer Bergwerkgesellschaft mbH в Австрии, а затем занялся издательской деятельностью.
В 1923 году вступил в Национал-социалистическую немецкую рабочую партию (НСДАП) и в том же году принял участие в неудавшемся мятеже Гитлера-Людендорфа в Мюнхене (так называемом «пивном путче»). С 1924 года был депутатом баварского ландтага от Народного блока (с 1925 года — вновь от НСДАП; в том же году создал нацистскую фракцию в ландтаге), входил в состав ландтага в 1924—1931 и в 1932—1933 годах. С 1 сентября 1928 года — гауляйтер Верхнего Пфальца, с 1 ноября 1929 года  также руководил деятельностью НСДАП и в гау (области) Большой Мюнхен. В 1930 году, после объединения гау Большой Мюнхен и Верхняя Бавария Вагнер стал гауляйтером «укрупнённого» гау Мюнхен-Верхняя Бавария.
После прихода нацистов к власти в Германии в 1933 году Вагнер вместе с Генрихом Гиммлером принял активное участие в смещении баварского правительства, и в марте 1933 года стал государственным комиссаром и комиссаром в министерстве внутренних дел Баварии. С апреля 1933 года — министр внутренних дел и заместитель министра-президента Баварии. Одновременно, с июля 1933 года, был председателем наблюдательного совета Rhein-Main-Donau AG и с ноября 1933 года являлся депутатом рейхстага. Ответственен за арест и отправку в концлагерь Дахау более 4 тысяч человек. В 1934 году Вагнер вошёл в состав штаба заместителя фюрера по партии, где являлся уполномоченным по новому строительству рейха. Во время «ночи длинных ножей» в 1934 году решительно поддержал Адольфа Гитлера, активно участвовал в разгроме нелояльных фюреру штурмовиков. С 1936 году, одновременно, министр образования и культов Баварии, государственный комиссар по новому германскому искусству. С сентября 1939 года являлся рейхскомиссаром обороны в 7-м и 13-м военных округах.
В июне 1942 года Вагнер перенёс инсульт, от которого так и не оправился. На его похоронах присутствовал Гитлер, который посмертно наградил его Золотым крестом Германского ордена с дубовыми листьями, которого удостоились лишь немногочисленные деятели нацистского режима. Был похоронен в храме чести на Кёнигсплац в Мюнхене, однако в 1945 году его останки были эксгумированы и сожжены американцами, а пепел развеян в неизвестном месте.
Адольф Вагнер пользовался большим уважением со стороны Гитлера и входил в узкий круг его закадычных друзей, оставаясь вплоть до своей болезни одним из наиболее влиятельных гауляйтеров. Отличался деспотическим стилем руководства (как и многие старые функционеры НСДАП), был противником церкви (в 1941 году пытался удалить распятия из баварских школ, но из-за сильного сопротивления населения эта акция была прекращена) и фанатичным антисемитом.